# Les Enfants d'Asperger
Les Enfants d'Asperger (sous-titré Le Dossier noir des origines de l'autisme, titre original : Asperger’s Children: The Origins of Autism in Nazi Vienna) est un essai biographique de l'historienne américaine Edith Sheffer consacré à Hans Asperger, originellement paru en anglais en mai 2018, puis traduit en français chez Flammarion en mars 2019. L'édition française a été préfacée par Josef Schovanec.

## Résumé
Il décrit les conditions d'exercice du médecin autrichien Hans Asperger, notamment le transfert de 42 de ses patients enfants vers des programmes d'extermination nazis : Asperger participe, à de nombreux niveaux, aux programmes d'extermination des enfants handicapés. Il envoie des enfants de sa clinique vers Am Spiegelgrund. Sheffer estime aussi que la création du diagnostic médical de psychopathie autistique doit beaucoup à l'idéologie nazie. Hans Asperger n'a pas décrit des enfants et adolescents correspondant à l'ancien diagnostic du syndrome d'Asperger, mais essentiellement des enfants et des adolescents autistes ayant d'importantes capacités intellectuelles.

## Réception
Après la Seconde Guerre mondiale et particulièrement sous l'influence de Lorna Wing, Hans Asperger avait acquis une réputation de protecteur des enfants handicapés. Autrefois perçu comme un psychiatre compatissant et protecteur envers les enfants de sa clinique, Asperger est désormais présenté comme un collaborateur nazi actif,,. La parution de cet ouvrage entraîne un débat sur l'utilisation du nom de syndrome d'Asperger comme item diagnostique. 
Dans un article paru dans Le Monde, Élisabeth Roudinesco écrit que l'historienne américaine, « sans le moindre pathos [...] décrit l’itinéraire de ce “gentil docteur”, cultivé et rigide, fervent catholique, marié et père de cinq enfants, qui deviendra, sous la houlette de son maître, Franz Hamburger (1874-1954), et au contact de ses collègues Erwin Jekelius (1905-1952) et Heinrich Gross (1915-2005), un artisan majeur de la politique d’euthanasie des enfants dits “anormaux” mise en œuvre par les nazis en Autriche, deux ans après l’Anschluss, dans le cadre du programme Aktion T4 (1940-1945). »